# Elvira Fernández-Almoguera
Elvira Fernández–Almoguera Casas (Herencia, Ciudad Real, 20 de agosto de 1907 - Albacete, 14 de agosto de 1938) fue la primera mujer en colegiarse como abogada en Albacete, y la primera que ocupó legal y orgánicamente un cargo en el Ministerio fiscal.

## Biografía
Elvira Fernández-Almoguera Casas nació el 20 de agosto de 1907 en Herencia (Ciudad Real). Fue la mayor de cuatro hermanos. Murió en Albacete el 14 de agosto de 1938 de una afección cardiaca.
Realizó sus estudios de secundaria en el Instituto de Educación Secundaria “Bachiller Sabuco” de Albacete, obteniendo el título de Bachiller el 1 de septiembre de 1924.
Fernández-Almoguera se matriculó en primer lugar en la modalidad “No oficial”, en la Facultad de Derecho y de Ciencias Sociales de la Universidad de Murcia en dos periodos diferentes, el preparatorio y el periodo de licenciatura.  También se matriculó en 1924-25 en la Facultad de Ciencias de la Universidad Central de Madrid, aunque no llegó a concluir estos estudios dedicándose exclusivamente al Derecho.  Durante este periodo residió en la Residencia de Señoritas de Madrid, ubicada en la calle Fortuny 30.
Tras licenciarse en Derecho por la Universidad Central de Madrid, Elvira Fernández-Almoguera ingresó en el Colegio de Abogados de Albacete en 1929, convirtiéndose en la primera mujer en hacerlo (y sin que hubiera una segunda abogada hasta el 26 de enero de 1970). Tenía su domicilio profesional en la emblemática galería comercial del Pasaje de Lodares, en el n.º 1.  Ejerció en el turno de Abogados para Pobres, tanto en asuntos penales como de naturaleza civil.
Tras el alzamiento militar de julio de 1936, participó activamente como abogada fiscal interina, tanto en los nuevos órganos de Administración de Justicia de base popular surgidos a consecuencia de la guerra en la zona leal a la República, como en la Audiencia Territorial de Albacete, hasta la fecha de su muerte.  La Guerra civil dio a las mujeres la oportunidad de participar en cargos hasta entonces vedados para su sexo, como era el caso de la carrera fiscal. La Segunda República ignoró este impedimento para dotar de personal a los órganos de la Administración de Justicia, autorizando “al Ministro de Justicia para que pueda nombrar con carácter interino, funcionarios de las carreras judicial y fiscal, cualquier que sea su categoría”.
Fue nombrada abogada-fiscal interina del Tribunal Popular de Granada (con sede en Baza), tomando posesión en éste el 29 de mayo de 1937, convirtiéndose así en la primera mujer fiscal en España. En 1938 fue trasladada a la Audiencia Territorial de Albacete, donde ejercería hasta el momento de su repentino fallecimiento.
Durante la década de los años 30 del XX  participó activamente en la vida política de la provincia de Albacete, siendo militante del partido Unión Republicana.
También ocupó cargos de responsabilidad en la organización de auxilio social Socorro Rojo Internacional, llegando a ocupar el puesto de Presidenta para la provincia de Albacete.

## Reconocimientos
El Ayuntamiento de Herencia rindió homenaje a Elvira Fernández-Almoguera Casas, poniendo su nombre a la sede del Juzgado de Paz.